# Conus klemae
Conus klemae é uma espécie de gastrópode do gênero Conus, pertencente a família Conidae.